# Sasha Goodlett
Sasha Samolia Goodlett (Jackson, 9 agosto 1990) è una cestista statunitense, professionista nella WNBA.

## Carriera
È stata selezionata dalle Indiana Fever al primo giro del Draft WNBA 2012 con l'11ª chiamata assoluta.